# Dream pop
Dream pop (sau dreampop) este un gen al rock-ului alternativ și al neo-psihedelic-ului care s-a dezvoltat în anii 1980. Stilul este caracterizat printr-o preocupare cu textura sonică și a atmosferei, precum și a liniei melodice.